# Holldorf
Holldorf ist eine Gemeinde im Landkreis Mecklenburgische Seenplatte in Mecklenburg-Vorpommern (Deutschland). Sie wird vom Amt Stargarder Land mit Sitz in der Stadt Burg Stargard verwaltet. Seit 1990 hat sich die Einwohnerzahl mehr als verdoppelt.

## Geografie
Holldorf liegt etwa neun Kilometer südlich von Neubrandenburg und drei Kilometer südlich von Burg Stargard. Die Gemeinde liegt auf einer Endmoränenkette östlich des Tollensesees. Umgeben wird Holldorf von den Nachbargemeinden Burg Stargard im Norden und Osten, Blankensee im Süden sowie Groß Nemerow im Westen.

## Gemeindegliederung
Ortsteile: Ballwitz, Holldorf und Rowa – Wohnplatz: Forsthof

## Geschichte
Der Ortsname, 1297 erstmals niederdeutsch als Holtdorp belegt, bedeutet „Dorf im Gehölz/Wald“.  Der Grundherr und Ritter Friedrich Soneke verkauft 1297 acht Hufen des Dorfes an den Meister Arnold von Neubrandenburg. Später gab der Herzog dem Kloster Wanzka die Hufen.
- Am 1. Juli 1950 wurde die bis dahin eigenständige Gemeinde Godenswege eingegliedert.
- Am 1. Oktober 1961 wurde Godenswege nach Cammin umgegliedert.

## Dienstsiegel
Die Gemeinde verfügt über kein amtlich genehmigtes Hoheitszeichen, weder Wappen noch Flagge. Als Dienstsiegel wird das kleine Landessiegel mit dem Wappenbild des Landesteils Mecklenburg geführt. Es zeigt einen hersehenden Stierkopf mit abgerissenem Halsfell und Krone und der Umschrift „GEMEINDE HOLLDORF • LANDKREIS MECKLENBURGISCHE SEENPLATTE“.

## Sehenswürdigkeiten
In der Liste der Baudenkmale in Holldorf sind die in der Denkmalliste des Kreises Mecklenburgische Seenplatte eingetragenen Baudenkmale zu finden.
- Dorfensemble Ballwitz – gilt als eines der schönsten Dörfer Mecklenburgs
- Feldsteinkirche Rowa
- Eiche mit einem Brusthöhenumfang von 7,85 m (2016).[4]

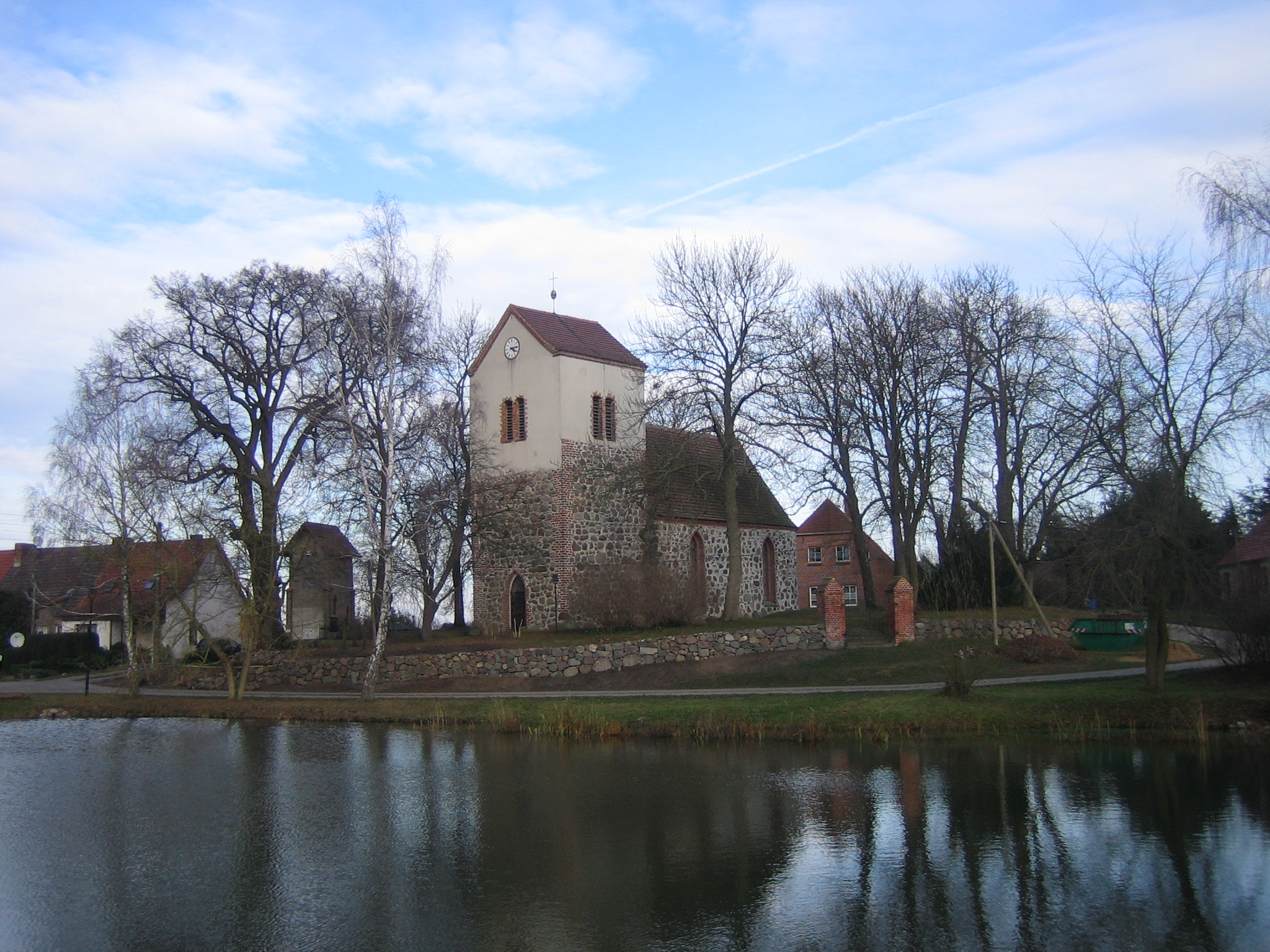
Dorfkirche Ballwitz
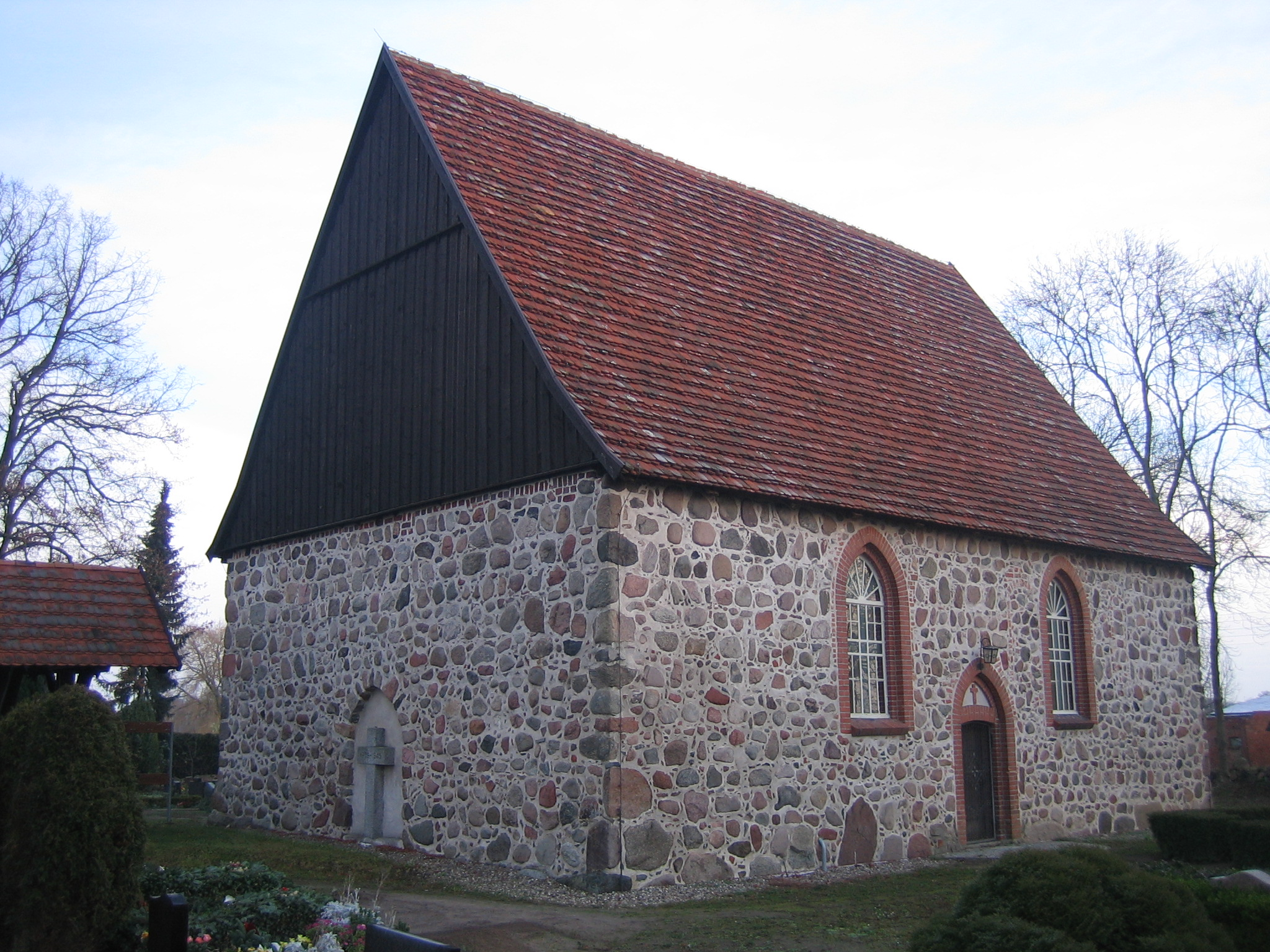
Dorfkirche Rowa
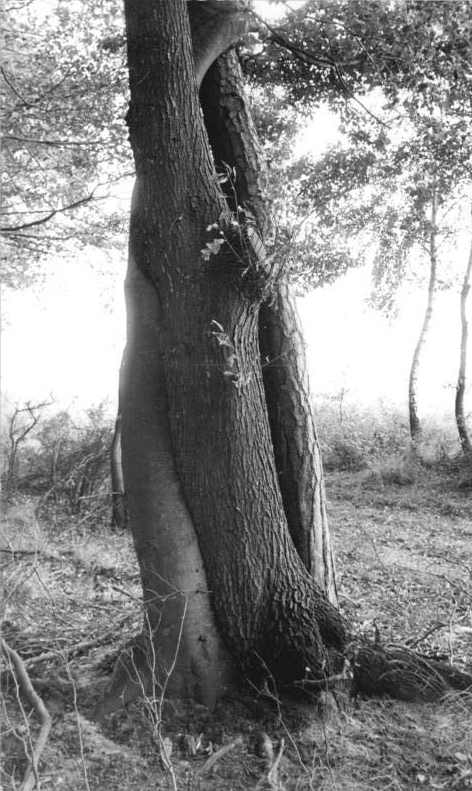
Baumdrilling im Rowaer Forst

## Verkehrsanbindung
Die Bundesstraße 96 verläuft westlich der Gemeinde.